# Монстры (фильм, 1993)
«Мо́нстры» — фильм ужасов, снятый в 1993 году режиссёром Сергеем Кучковым по мотивам книги Виктора Козько «Спаси и помилуй нас, чёрный аист».

## Сюжет
Атомная электростанция закрыта после катастрофы. Вблизи неё от нападений гигантских животных начинают гибнуть люди. В зону аварии отправляется научная экспедиция. Цель учёных — разгадать тайну странных явлений…

## В ролях
- Борис Щербаков — Борис
- Элла Сафари — Марина
- Георгий Николаенко
- Тимофей Сополев
- Владимир Антоник
- Николай Рудоплавов

## Съёмочная группа
- Режиссёр: Сергей Кучков
- Сценарий: Сергей Кучков
- Оператор: Александр Крупников
- Композитор: Виктор Дурицын
- Художник: Николай Рудоплавов
- Продюсеры: Сергей Кучков

## Отзывы и оценки
Фильм получил в целом негативные отзывы. На сайте КиноПоиск он имеет рейтинг 1,9 балла из 10 возможных, на IMDB — 2.4 из 10. Большинство рецензий критикуют фильм за плохую актёрскую игру, а также за устаревшие примитивные приемы спецэффектов, присущие фильмам 20 — 30-х годов (комбинированные съемки, макеты гигантских животных).

В российском фильме «Монстры» 1993 года команда исследователей последствий неназванной катастрофы приезжает в зону вокруг атомной станции. Самым опасным для героев-учёных в зоне отчуждения оказалось не облучение, а нападение тех самых «монстров», увеличившихся в результате воздействия обычных домашних животных, мышей и черепах, а также скорпионов, змей и других. Разумеется, все животные были просто сняты на фоне маленьких декораций. И конечно, сейчас этот фильм выглядит донельзя абсурдно.— Егор Беликов, редактор журнала «Искусство кино», 2016 год
Отмечается, что это был один из первых фильмов, наряду с «Распад» (1990) и «Волки в зоне» (1990), которые пытался осмыслить в кино аварию на Чернобыльской АЭС:

Фильм использует популярную легенду об огромных животных-мутантах, которые обязательно должны появиться в зоне отчуждения из-за повышенной радиации. Авторы, правда, стараются о Чернобыле не упоминать, но в начале девяностых память об этой аварии была еще слишком свежей. Правда, реализация подкачала. Снимал фильм Сергей Кучков, для которого это был первый режиссерский опыт. Потом он оставит режиссуру и станет продюсером— Аргументы и факты, 2019 год
Отдельной оценке подверглась со временем игра актёра Бориса Щербакова, который годом позже выхода фильма получил звание Народный артист России. Киновед Фёдор Раззаков отметил, в 90-е годы актёр как многие его коллеги были вынуждены сниматься в «ширпотребе, по сравнению с которым даже средние советские фильмы выглядят шедеврами», но критиками указывается, что при низком уровне фильма, роль актёром сыграна высокопрофессионально:

Главного героя здесь даже не играет, а проживает небезызвестный российский актёр Борис Щербаков. Здесь он выступает в роли мачо-коммандос, спасающего женщину в беде.
Некогда забытый фильм вновь привлёк некоторое внимание в 2012 году после обзора Youtube-блогера BadComedian.